# NGC 6387
NGC 6387 est une galaxie spirale barrée (?) compacte située dans la constellation du Dragon. Sa vitesse par rapport au fond diffus cosmologique est de 8 506 ± 4 km/s, ce qui correspond à une distance de Hubble de 103,4 ± 7,3 Mpc (∼337 millions d'al). NGC 6387 a été découverte par l'astronome américain Lewis Swift en 1886.
Seule base de données HyperLeda classe cette galaxie comme une spirale barrée (SBc). On voit la présence d'une barre sur l'image obtenue des données du relevé SDSS, mais la présence de bras spiraux est loin d'être évidente.
NGC 6387 renferme également des régions d'hydrogène ionisé. Selon la base de données Simbad, NGC 6387 est une galaxie de Seyfert de type 1.
La galaxie à l'est de NGC 6387 est 2MASS J17282538+5732400 dont les coordonnées sont 17h 28m 25,358s et 57° 32′ 39,81″. Ces deux galaxies semblent former une paire en galaxie en interaction, on devine même la présence d'un pont de matière entre elles sur l'images du relevé SDSS. Malheureusement, aucune donnée n'est disponible quant à la vitesse radiale et à la distance de cette galaxie.

## Supernova
La supernova SN 2004eb a été découverte dans NGC 6387 le 19 août 2004 dans le cadre du programme LOSS (Lick Observatory Supernova Search) de l'observatoire Lick. Cette supernova était de type II.